# Antje Rávik Strubel

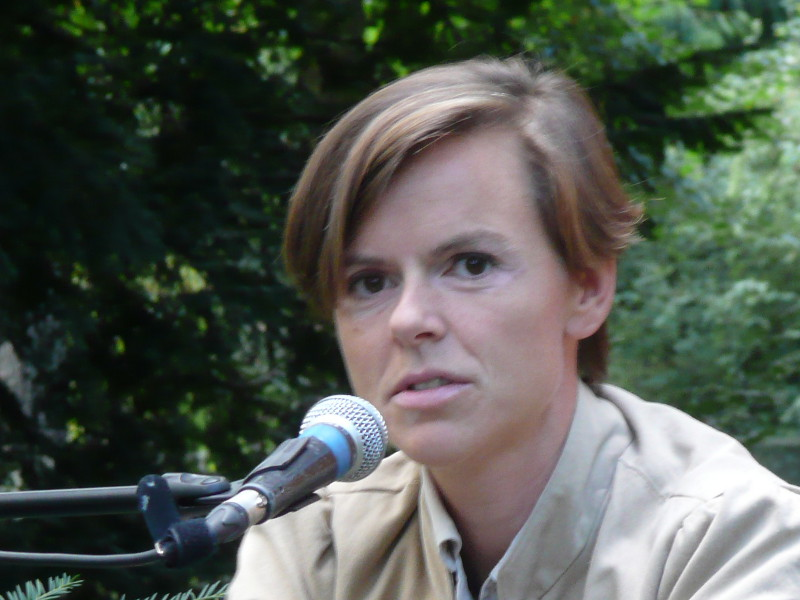
Antje Rávic Strubel, 2011

Antje Rávik Strubel, sau Antje Rávic Strubel (născută Antje Strubel; n. 12 aprilie 1974, Potsdam, RDG) este o scriitoare și traducătoare germană. În anul 2021 a primit, pentru romanul Blaue Frau, premiul Deutscher Buchpreis.

## Opere
- Offene Blende. roman. dtv, München 2001, ISBN 3-423-24251-5.
- Unter Schnee. roman. dtv, München 2001, ISBN 3-423-24277-9.
- Fremd Gehen. Ein Nachtstück. Marebuch, Hamburg 2002, ISBN 3-936384-01-0.
- Tupolew 134. roman. C. H. Beck, München 2004, ISBN 3-406-52183-5.
- Kältere Schichten der Luft. Roman. S. Fischer, Frankfurt am Main 2007, ISBN 978-3-10-075121-8.
- Vom Dorf. Abenteuergeschichten zum Fest. dtv, München 2007, ISBN 978-3-423-24622-4.
- Gebrauchsanweisung für Schweden. Piper Verlag, München 2008, ISBN 978-3-492-27556-9.
- Sturz der Tage in die Nacht. S. Fischer, Frankfurt am Main 2011, ISBN 978-3-10-075136-2.
- Gebrauchsanweisung für Potsdam und Brandenburg Piper Verlag, München 2012, ISBN 978-3-492-27604-7.
- Gebrauchsanweisung fürs Skifahren. Piper Verlag, München 2016, ISBN 978-3-492-27671-9.
- In den Wäldern des menschlichen Herzens. roman. S. Fischer, Frankfurt am Main 2016, ISBN 978-3-10-002281-3.
- Blaue Frau. S. Fischer, Frankfurt am Main 2021, ISBN 978-3-10-397101-9.